# 扎圖里涅
49°36′19″N 34°37′57″E / 49.60528°N 34.63250°E

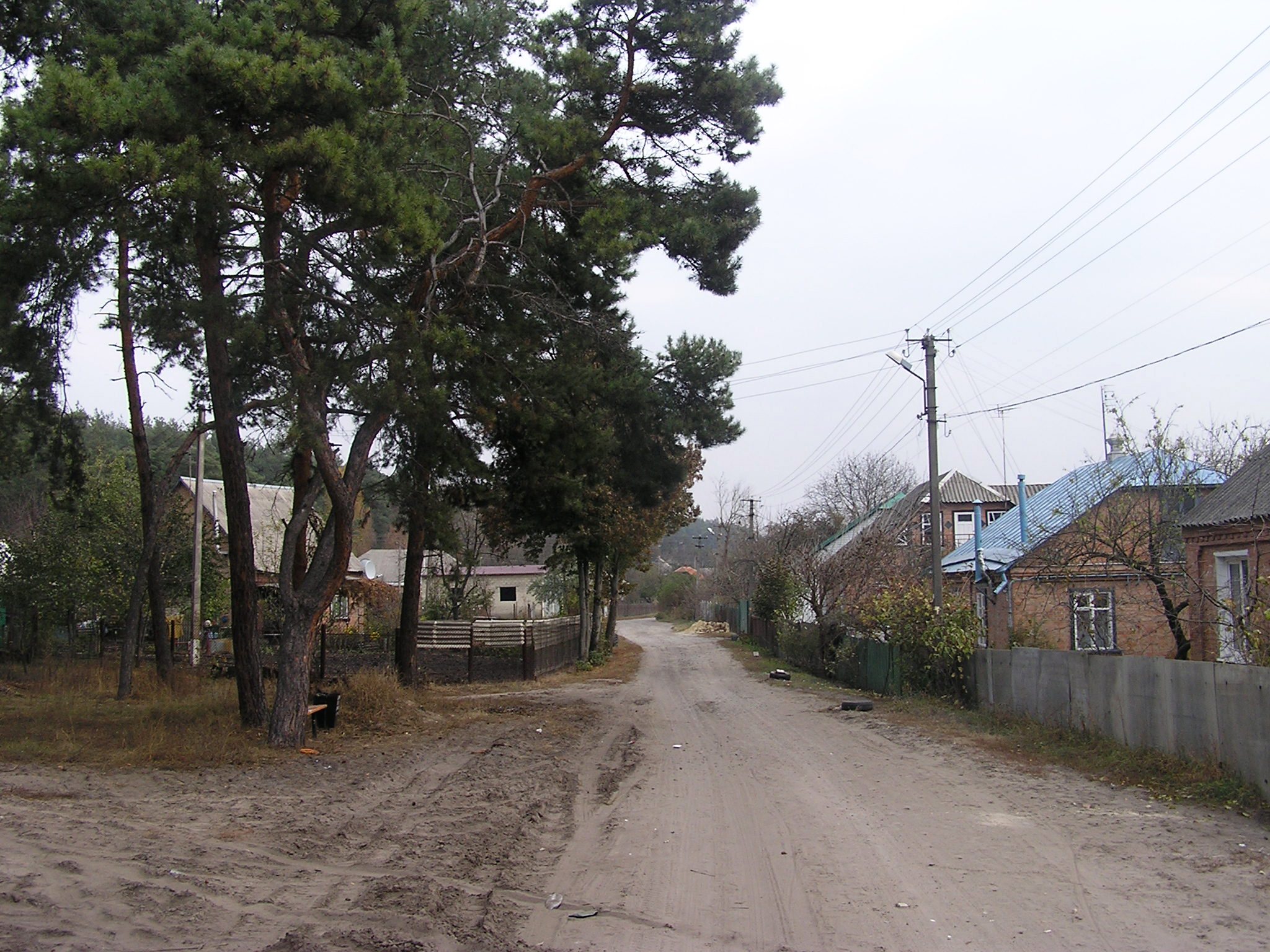

扎圖里涅（烏克蘭語：Затурине），是烏克蘭的村落，位於該國中部波爾塔瓦州，由波爾塔瓦區負責管轄，處於科洛馬克河右岸，海拔高度99米，2018年人口276，該村落85.35%居民是烏克蘭人。